# ファシスト (侮蔑語)
20世紀の前半にファシズムがヨーロッパに出現してから、言葉としてのファシズムは人々の間で頻繁に政治運動や政府、公共機関等に対する嫌みとして幅広い意味で用いられるようになっていった。しかし、それらは政治学においての主流な使われ方とは異なるものが多かった。殆どの場合、権威主義者の代替語として感情的に使用されていた。

## ソビエト連邦において
ボリシェヴィキと後のソビエト連邦は、"ファシスト"を早期のドイツやイタリア発祥のファシスト運動に伴う争いにおいて、報道などで競争相手(白軍など)を表す際などに、幅広く否定的に用いていた。社会主義者の内部でも社会民主主義者は社会ファシストと呼ばれていた。1939年まではナチスも同様に"ファシスト"と呼んでいたが、独ソ不可侵条約が締結され、独ソ通商協定等もありプロパガンダ等でも肯定的に使用されるようになっていった。
1944年に、イギリスの小説家のジョージ・オーウェルは、「（ヨーロッパの報道で広範に用いられている）言葉としての"ファシズム"はほぼ完璧に無意味だ」と批判し、本来の政治団体などからかけ離れているとした。
1941年以降、ソビエト連邦においての"ファシスト"の言葉は事実上全ての反ソビエト運動や意見に用いられるようになっていった。マルクス・レーニン主義による主張では、ファシズムは"ブルジョワジーの危機の最終段階"であり、"資本主義固有の矛盾"から"ファシズムは避難しようとしている"とされた。この結果、ほぼすべての西側資本主義国家は"ファシスト"で、ナチス・ドイツはただ"最も行動した"国というだけであった。その結果、1941年以降"ファシスト"の言葉は事実上全ての反ソビエト運動の説明として使われるようになった。例えば、カティンの森事件の調査は"ファシストによる名誉毀損"であり、ワルシャワ蜂起は"組織化されたファシストらによる違法行為"であったとされた。また、共産主義者のスルジュバ・ベスピチェインスファはトロツキズム、チトー主義、また帝国主義を"ファシズムの変異体"とした。

## 西側諸国において
1980年代においては、この言葉は左派評論家によるロナルド・レーガンの政治的やり口の表現にも使われた。後に、2000年代のジョージ・W・ブッシュ、2010年代後半のドナルド・トランプに対しても同様の表現がその時々の評論家によってなされた。1970年に出版されたBeyond Mare Obedienceによると、神学者のドロテー・ゼレがキリスト教根本主義者の説明のためにキリストファシズムという言葉を作ったという記述もある。
2004年に、サマンサ・パワー(ハーバード大学のケネディスクールで教育を受けている)が60年以上前のジョージ・オーウェルの言葉を反映し、"ファシズム - 共産主義ではなく、社会主義でもなく、資本主義でもなく、また保守主義でもない - それは政敵などを表現するときにレッテル貼りとして使われる言葉"とした。
2014年にウクライナ東部紛争が勃発すると、ロシア国粋主義者やロシアのメディアは"ファシスト"をレトリックとして頻繁に使用し、ウクライナ政府やユーロマイダンを"ファシストだ"、"ナチだ"などいう風に表現した。それと同時にそれらの動きを"ユダヤ人の影響"、"ゲイのプロパガンダ"等と非難した。
複数の著者が著書においてトランプ大統領を"ファシスト"としたことへの反応として、ボックスメディアの複数人のファシズムを学んだ政治家ら("The Nature of Fascism"の著者のロジャー・グリフィンを含む)の記事では、彼の複数の政治的視点はファシズムと全く違い、反対である点すらあるとし、それには暴力とその固有の良さと民主的なシステムに対しての拒絶や反対な点に関する視点も含むとした。

## 一般的な使用法

鉤十字はネオナチの団体が用いるほか、侮蔑としての「ファシスト」や「ナチス」を表現する際にも用いられる

第二次世界大戦後、"ファシスト"を受け入れる団体は無くなり、ソビエト連邦と西側諸国両方のプロパガンダにおいて、同盟とは反対の思想であるが故にファシズムはばかげた思想だとされた。次いで、"ファシズム"の言葉は大した意味を持たなくなった。経済的物質主義者を含むトロツキストのようなマルクス主義者は歴史を調べ、ファシズムが経済の厳密な一点から発生しているとした。これはファシズムが国家資本主義の反動の極地であることを示している。ファシストらはコーポラティズムを採用し、それが階級協調に発展し、それは個人資産を守り、あらゆる形式の社会主義を根絶するという考えであったとした。
不正確さと実際のファシズムの行き過ぎの過小評価の2点が批判されている間、"ファシスト"の言葉は権威主義や、明確に分解できる基礎を持った不寛容な権力者の別名としてとして使われていた。何かが提案されてそれを抑圧する行動はファシストのイデオロギーと似たものがあり、特に権威主義に基づく利益は法に触れているものがあるように見えることもあった。
彼らの過度に大規模な戦略は、ええと30、20から30人の元帥が毎日法廷にいて、ええと、軍隊のキャンプのような雰囲気があって、あー、その法律はもうあって……それとああ、私たちはその法律が憲法に基づく権利や社会関係、さらには単純な政治システムにまで違反しているとリチャード・D・メイヤー市長がデモ行進や集合のために公園に集まる権利を与えなかったことを訴えたのと同じように訴えて……。私はこの点において政府がファシズムへの道に向かおうと着手しようとしているという点で同じだと思っています。
--アビー・ホフマン、1969年11月のバイキング・ユース・パワー・アワーでのインタビューにおいて　
複数のマルクス主義者の理論では"ファシズム"の言葉を本来の範囲で使っていた。例えば、ニコス・プーランツァスの理論では、国家独占資本主義により軍産複合体ができ、それによって1960年代のアメリカはファシスト的な社会構造であったというものだった。これにより、毛沢東主義者やゲバラ主義者の間では冷戦下の権威主義はファシストが支えていたという意見もある。
複数のマルクス主義者のグループ、例えば第四インターナショナル (再統一)のインディアングループや、イランやイラクにおけるハクマット主義者等は"ファシスト"の細分化された定義はヒンドゥトヴァやイラン革命、イラク反乱 (2003-2011)のイスラム派に適用されるべきとしている。しかし、これは伝統的なファシズムの範囲に入らないと主張する学者との論争もある。